# Edwin Armstrong

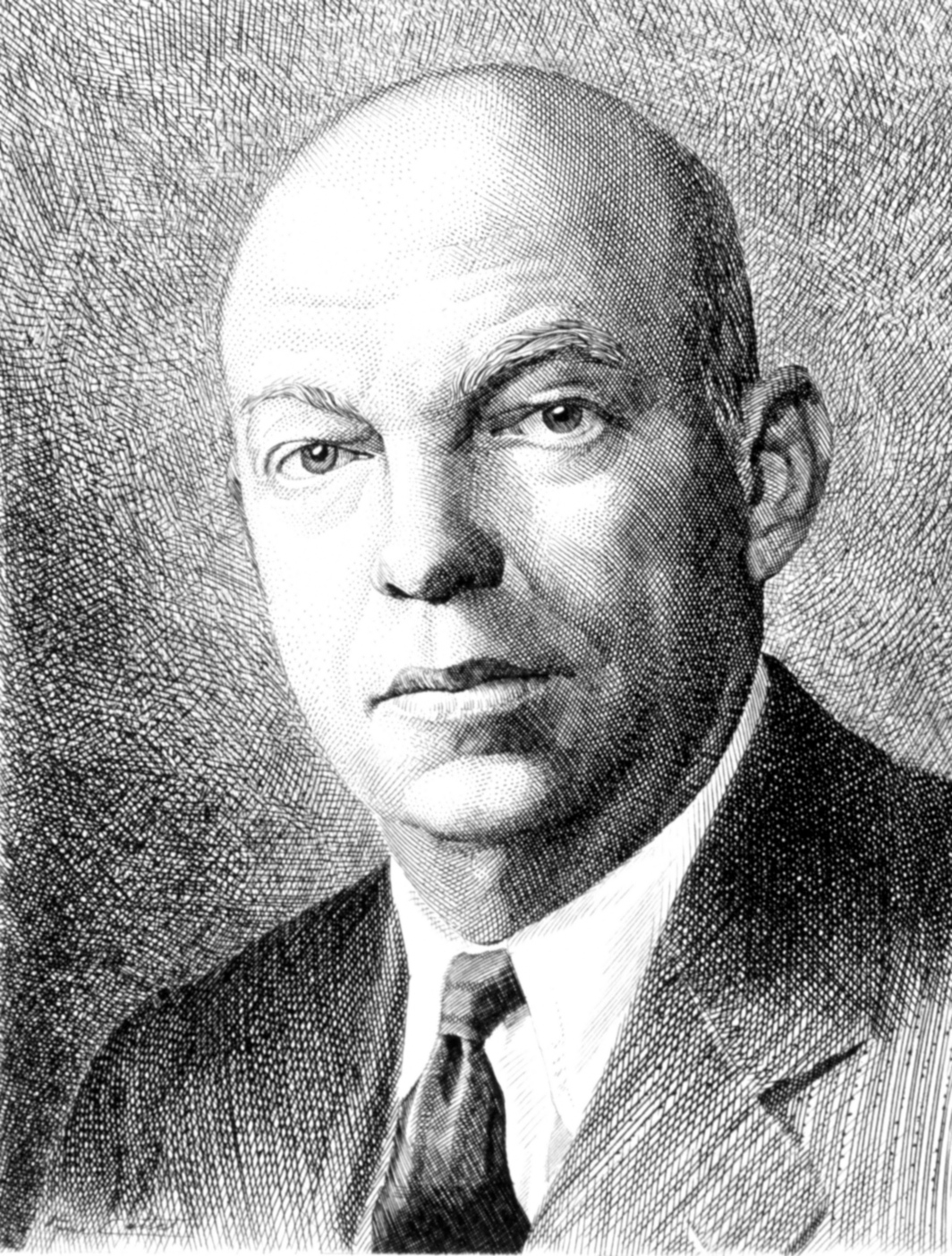
Edwin Howard Armstrong, ca. 1954.

Edwin Howard Armstrong, född 18 december 1890, död 1 februari 1954, var en amerikansk fysiker.
Armstrong var direktör för Institute of Radio Engineers och professor vid Columbia University. Han blev mest känd för sina uppfinningar inom radiotekniken, bland annat den supergenerativa kopplingen och superheterodynen och av frekvensmoduleringssystemet. Armstrong tilldelades Franklinmedaljen 1941 och Edisonmedaljen 1942.